# Championnat du Brésil de football de deuxième division 2011
Navigation
Serie B 2010 Serie B 2012
Le championnat du Brésil de Série B de football 2011 est la deuxième division du championnat du Brésil de football.
Vingt clubs participent au tournoi dont quatre relégués de série A et quatre promus de Serie C.

## Classement final
Le classement est établi sur le barème de points classique (victoire à 3 points, match nul à 1, défaite à 0).
| Rang | Équipe           | Pts  | J  | G  | N  | P  | Bp | Bc | Diff |
| ---- | ---------------- | ---- | -- | -- | -- | -- | -- | -- | ---- |
| 1    | Portuguesa       | 81   | 38 | 23 | 12 | 3  | 82 | 38 | +44  |
| 2    | Náutico          | 64   | 38 | 17 | 13 | 8  | 51 | 41 | +10  |
| 3    | Ponte Preta      | 63   | 38 | 17 | 12 | 9  | 63 | 45 | +18  |
| 4    | Sport Recife     | 61   | 38 | 17 | 10 | 11 | 62 | 44 | +18  |
| 5    | Vitória R        | 60   | 38 | 17 | 9  | 12 | 61 | 48 | +13  |
| 6    | Bragantino       | 58   | 38 | 16 | 10 | 12 | 65 | 53 | +12  |
| 7    | Boa P            | 57   | 38 | 16 | 9  | 13 | 44 | 40 | +4   |
| 8    | Guaratinguetá    | 56   | 38 | 15 | 11 | 12 | 40 | 45 | -5   |
| 9    | Grêmio Barueri R | 53   | 38 | 15 | 8  | 15 | 48 | 53 | -5   |
| 10   | ABC P            | 53   | 38 | 13 | 14 | 11 | 52 | 53 | -1   |
| 11   | Goiás R          | 52   | 38 | 16 | 4  | 18 | 51 | 57 | -6   |
| 12   | Guarani R        | 52   | 38 | 15 | 7  | 16 | 51 | 48 | +3   |
| 13   | Paraná           | 52   | 38 | 14 | 10 | 14 | 48 | 44 | +4   |
| 14   | Criciúma P       | 51   | 38 | 13 | 12 | 13 | 43 | 43 | 0    |
| 15   | São Caetano      | 51   | 38 | 12 | 15 | 11 | 57 | 51 | +6   |
| 16   | ASA              | 48   | 38 | 13 | 9  | 16 | 44 | 54 | -10  |
| 17   | Icasa            | 47   | 38 | 11 | 14 | 13 | 52 | 55 | -3   |
| 18   | Vila Nova        | 32   | 38 | 7  | 11 | 20 | 34 | 53 | -19  |
| 19   | Salgueiro P      | 26-3 | 38 | 8  | 5  | 25 | 32 | 63 | -31  |
| 20   | Duque de Caxias  | 17   | 38 | 2  | 11 | 25 | 32 | 84 | -52  |

| Légende : Promotions et relégations | Légende : Promotions et relégations         |
| ----------------------------------- | ------------------------------------------- |
|                                     | Promotion en Série A                        |
|                                     | Relégation en Série C                       |
|                                     | R : Relégué de Série A P : Promu de Série C |

- Salgueiro a une pénalité de trois points pour emploi d'un joueur suspendu.
- Portuguesa remporte son premier titre de champion de deuxième division[1].